# Calliandropsis nervosus
Calliandropsis nervosus är en ärtväxtart som först beskrevs av Nathaniel Lord Britton och Joseph Nelson Rose, och fick sitt nu gällande namn av Héctor Manuel Hernández och Philippe Guinet. Calliandropsis nervosus ingår i släktet Calliandropsis och familjen ärtväxter. Inga underarter finns listade i Catalogue of Life.